# Замотин, Иван Иванович
Иван Иванович Замотин (бел. Іван Іванавіч Замоцін; 1 ноября 1873, Криулин, Тверская губерния, Российская империя — 25 мая 1942, Горький, РСФСР, СССР) — советский и белорусский литературовед, академик АН Беларуси (1928), член-корреспондент АН СССР (1929).

## Биография
Окончил с золотой медалью Псковскую гимназию (1893), а в 1897 г. — Петербургский историко-филологический институт. Начал работу в гимназиях Петербурга и Варшавы. В 1904 г. И. И. Замотин присудили учёную степень магистра. В том же году он стал приват-доцентом Варшавского, а затем Петербургского университета.
С 1908 профессор Варшавского университета, в 1917 г. — Донского университета, с 1922 — Белорусского государственного университета в Минске. За два года досконально выучил белорусский язык. Один из основателей белорусского литературоведения XX века. Первый заведующий кафедры белорусской литературы и этнологии БГУ. Академик АН Беларуси (1928), член-корреспондент АН СССР (1929), доктор филологических наук (1934). Иван Иванович по совместительству работал с 1925 г. в Инбелкульте, а с 1929 г. — в АН Беларуси. Профессор Минского высшего педагогического института. В 1931—1933 гг. директор Института литературы Академии наук. Составитель и редактор изданий произведений М. Богдановича, А. Гаруна, П. Труса, Тётки и др.
В 1938 арестован и через год осуждён на 8 лет исправительно-трудовых лагерей. Срок наказания отбывал в Коми АССР. Умер в тюремной больнице 25 мая 1942. Реабилитирован в 1956.

## Основные работы
- Ранние романтические веяния в русской литературе (1900)
- Предание о Вадиме Новгородском в русской литературе (1900)
- Три романтических мотива в произведениях Гоголя (1901)
- «Голубой цветок» в поэзии Жуковского: к истории романтических мотивов в русской литературе (1902)
- Романтизм двадцатых годов XIX стол. в русской литературе (1903)
- Красные задачи изучения истории белорусской литературы (1903)
- Путины белорусской литературы (Якуб Колас. «Новая зямля»)
- Поэма Якуба Коласа «Сымон-музыка» как автохарактеристика
- Белорусская драматургия
- Об новых рукописях В. Дунина-Мартинкевича
- Литературное наследие А. Б. Петрашкевича
- Драматичные произведения Т. Гартного
- Творческий путь Крапивы: 1922—1932
- Якуб Колас
- Якуб Колас в литературной критике
- Характер творчести Якуба Коласа, а также многочисленные рецензии и предисловия до книг белорусских писателей